# Nova Sinna
Nova Sinna (łac. Novasinnensis) – stolica historycznej diecezji we Cesarstwie rzymskim w prowincji Numidia zlikwidowana w VII w. podczas ekspansji islamskiej, współcześnie w północnej Algierii. Obecnie katolickie biskupstwo tytularne. W latach 1988–2004 biskupem Nova Sinna był biskup pomocniczy wrocławski Jan Tyrawa, w latach 2004-2021 biskup diecezjalny bydgoski. Obecnie biskupstwo to obejmuje pochodzący z Polski Jacek Pyl, biskup pomocniczy odesko-symferopolski. 

## Biskupi tytularni
| Lp. | Biskup                    | Funkcja                                          | Od                | Do              |
| --- | ------------------------- | ------------------------------------------------ | ----------------- | --------------- |
| 1   | Nevin William Hayes OCarm | prałat Sicuani (Peru)                            | 5 maja 1965       | 12 lipca 1988   |
| 2   | Jan Tyrawa                | biskup pomocniczy wrocławski                     | 24 września 1988  | 24 lutego 2004  |
| 3   | Stanislav Zvolenský       | biskup pomocniczy Bratysławy (Słowacja)          | 2 kwietnia 2004   | 14 lutego 2008  |
| 4   | Noël Simard               | biskup pomocniczy Sault Sainte Marie (Kanada)    | 16 lipca 2008     | 30 grudnia 2011 |
| 5   | Jacek Pyl OMI             | biskup pomocniczy odesko-symferopolski (Ukraina) | 23 listopada 2012 |                 |